# Бережниця (Стрийська міська громада)
Бережни́ця — село в Україні, у Стрийському районі Львівської області. Розташоване на лівому березі річки Бережниця, притоки Дністра, за 8 км на південний схід від районного центру, який є для села найближчою залізничною станцією. Населення становить понад 600 осіб. Орган місцевого самоврядування — Стрийська міська рада.

## Географія

### Розташування села
Село Бережниця розміщене по правій стороні дороги, яка з'єднує місто Стрий з селами: Угільня, Великі Дідушичі, Стрілків, Слобідка. Село розташоване по схилах обох боків потічка Кайдан, який впадає в річку Бережницю — притоку Дністра. Місцевість горбиста, знаходиться на висоті 305 метрів над рівнем моря. Із сходу, півдня та заходу величезною підковою село оточує мішаний ліс, який простягається до самих гір Карпат. Від лісу село відділяє річка Бережниця, характерна високими берегами, які утворилися від розмивання та виносу м'яких порід ґрунту.

### Тектоніка
Територія села належить до фізично-географічної смуги Передкарпаття. Це рівнинна і легко хвиляста височина, що простяглася між смугою Зовнішніх Карпат на південному заході і Подільською височиною на північному сході. Геологічна історія Передкарпаття зв'язана з процесом будови гір і тому в поділі на тектонічні області Передкарпаття належать до системи Карпат.

### Клімат
Клімат належить до типу середньоєвропейських кліматів помірної смуги. Середня температура січня — −4°С, а липня +18,5°С. Опадів випадає достатньо. Протягом року опади випадають майже рівномірно, але найбільше їх у червні-липні і, як звичайно, осінню.

### Ґрунти
Ґрунти села різноманітні. Зустрічаються тут ґрунти дерново-підзолисто-глейові, болотні, лучні.
Ґрунтові умови мало придатні для сільськогосподарських робіт, але при додаванні гумусу і обробітку мінеральними добривами дають непогані врожаї. У долині річки Бережниці є частково наносні ґрунти.

### Природні ресурси
На території, що знаходиться на північному заході села відкрито родовища горючого газу, які, на сьогоднішній день, використовуються. На північному заході села знаходиться прокладена у 60-х р. ХХ ст. лінія по експлуатації природного газу з Дашави за кордон, внаслідок цього було частину лісу з цієї сторони вирубано.
З будівельних матеріалів найбільше значення має глина, яку раніше використовували для виробництва цегли.

## Історія

### Легенда про заснування села
Заселення людей у цій місцевості відноситься до початку XIII ст., часи нападу на руські землі монголо-татар. Люди з доступніших місць поселялися в ліси, де б легше було заховатися. В ці часи та земля, яку тепер обробляють люди, була зайнята лісами. Такими поселенцями були перші жителі села. Спочатку поселилося чотири родини, які розмістилися на південний захід від теперішнього села в районі урочища Жибордів. Тяжке розорення і поневолення не минуло жителів села. Збереглися перекази про те, що в селі на високому дубі був підвішений дзвін, яким давали знати про наближення ворогів. Та не змогли люди захиститися від полчищ татар. Село було спалене, а людей закули в кайдани і погнали з собою в неволю. Все це відбувалося біля потічка, який пересікає село. Цей потічок жителі села називають «Кайдан», назву пояснюють як успадковану поколіннями пам'ять про тяжкі часи татарського лихоліття.

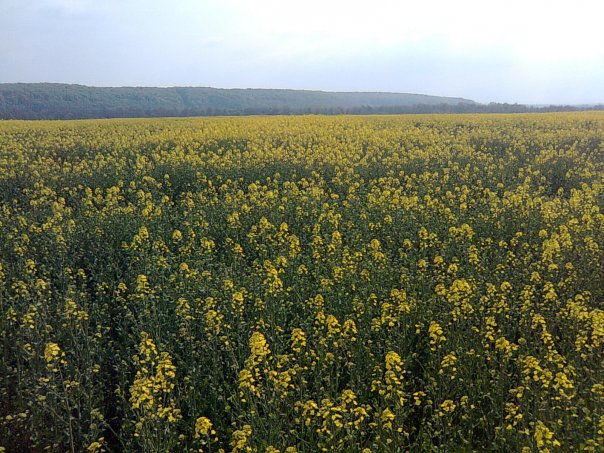
Літній краєвид села: вигляд з північної частини.

### Від 1387 до 1772 року
Захопивши в 1387 році Галичину і Західну Волинь, польські феодали осідають на цих землях і закріпачують місцеве населення. Наприкінці XVI ст. зростають селянські повинності, панщина доходить до 4-5 днів на тиждень з ланового господарства і три дні панщини з півланового господарства. Експлуатація селян цим не обмежувалась. Вона доповнювалась шарварками, толоками, сторожовою і транспортною повинностями і т. д.
Перша архівна згадка села відноситься до 1483 року, коли село вже належало Стрийському судді Братківському Іванові.
У податковому реєстрі 1515 року в селі документується зруйнований млин і 2 лани (близько 50 га) оброблюваної землі.
В 1589 році в селі Бережниці 6,5 лана належало шляхтичам Братківським, Білав'ятам та Вислободським.
В 1648 році, коли війська Богдана Хмельницького, направляючись на захід до Львова, були в околицях Стрия, його окремі загони, селяни с. Бережниці, піднялися на боротьбу і очистили своє село від поляків. В цей час в селі був замок, у захопленні якого брало участь 140 селян (серед яких були і князі), 10 українських дрібних шляхтичів, 3 попи і 3 отамани.
Після відходу Богдана Хмельницького, поляки знову повернулися у свої володіння. Відновлюється панщина, становище селян ще більше погіршується. 1681 року поміщик Олександр Яблоновський, що володів навколишніми землями зорав дорогу, яка проходила через його маєтки. Дорога з'єднувала Стрий з селами Стрілків, Бережниця, Угільня, Великі Дідушичі. Селян примушували обходити іншими селами.
Село довгий час залишалося дуже малим, в 1692 році тут нараховувалось всього 46 сімей, які були піддані шляхтичам Братківському, Забужанському та Прилуцькому. Зі зростанням села та захопленням найкращих земель поміщиками, нестаток землі зростає. В цьому ж 1692 році крім підданих, які мали по чверть лана, більшість селян сиділи чотирма сім'ями на пів чверті лана.
Протягом XVI–XVII століть село терпіло від пошестей холери та нападів турків. 1653 року вся Стрийщина була охоплена чумою протягом двох століть[джерело?]. Шість разів вона поверталася. За селом збереглося «Холерне кладовище», де хоронили людей, що померли від чуми.
1699 року весь Стрийський повіт був захоплений нападом султана Кира Тібея. Села були знищені.

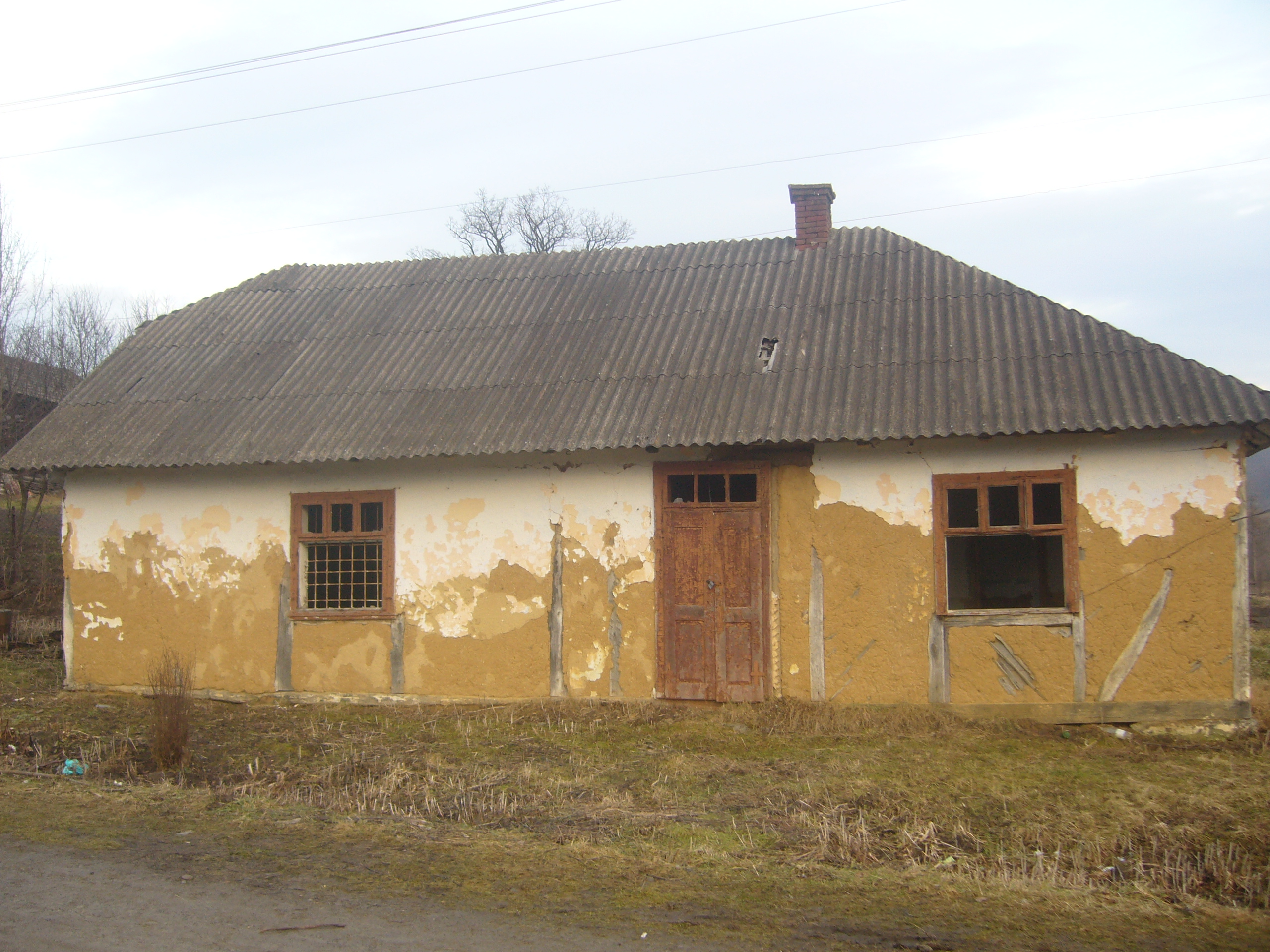
Стара чотирьохкласна школа

### Період Габсбургів та Австрійської імперії
1772 року за першим поділом Польщі, село разом з іншими землями підпало під владу Австрійської імперії. Австрійський уряд не гірше поляків гнобив український народ. Поляки, власники маєтків, залишилися, з їх допомогою влада тримала в покорі місцеве населення.
Під час скасування кріпосного права 1848 року в селі було всього 46 селянських дворів. З них 4 двори мали 10-17 моргів землі і 42 від 3-9 моргів землі. Був 1 загородник і 13 комірників. Всі вони робили на користь пана 4134 тяглих і 1482 піших днів панщини. Здавали натурою 204 мотки волокна, 72 птиці і 340 яєць. За все це при скасуванні панщини був установлений викуп розміром 16030 флоринів.
Тоді з усіх 1930 моргів землі 1240 належало баронові Бруніцкому, а всім селянам — всього 690 моргів. Скасувавши панщину, уряд основні масиви найкращої землі залишив великим магнатам, яку обробляли малоземельні і безземельні селяни.
На пам'ять про скасування панщини, селяни спорудили хрест, який, у дещо зміненому вигляді, тепер знаходиться на території кладовища.
Резиденція барона Бруніцкого знаходилася в селі Підгірці Стрийського району. В селі Бережниці знаходився фільварок, де були господарські приміщення та будинок для прислуги. Фільварок розміщувався за селом, там ще збереглися сліди від будівель, окремі дерева саду та дорога, що з'єднувала це господарство з сільською дорогою.
В 1908 році частину будівель розібрали, так як були старі і непридатні до вжитку. З господарських міркувань нові будівлі тут уже не ставили. Основна економія тоді знаходилась в селі Стрілкові. В Бережниці знаходилось декілька господарських приміщень, які приходили в занепад. Управління володіннями земель в Бережниці знаходилось в с. Стрілків, де було побудовано палац.
1905 року зменшуються земельні володіння Бруніцкого, з усіх 1136 гектарів землі йому належало 691 гектар. Збільшується церковна і громадська земля.
В 1877 році в селі була заснована однокласна школа. Першим вчителем був Форостина Тадей. Приміщення школи було дуже тісним. В перших роках ХХ ст. Вона була розібрана як непридатна для занять. Було побудовано новий будинок школи на найкращому місці, загальною площею 54 м².

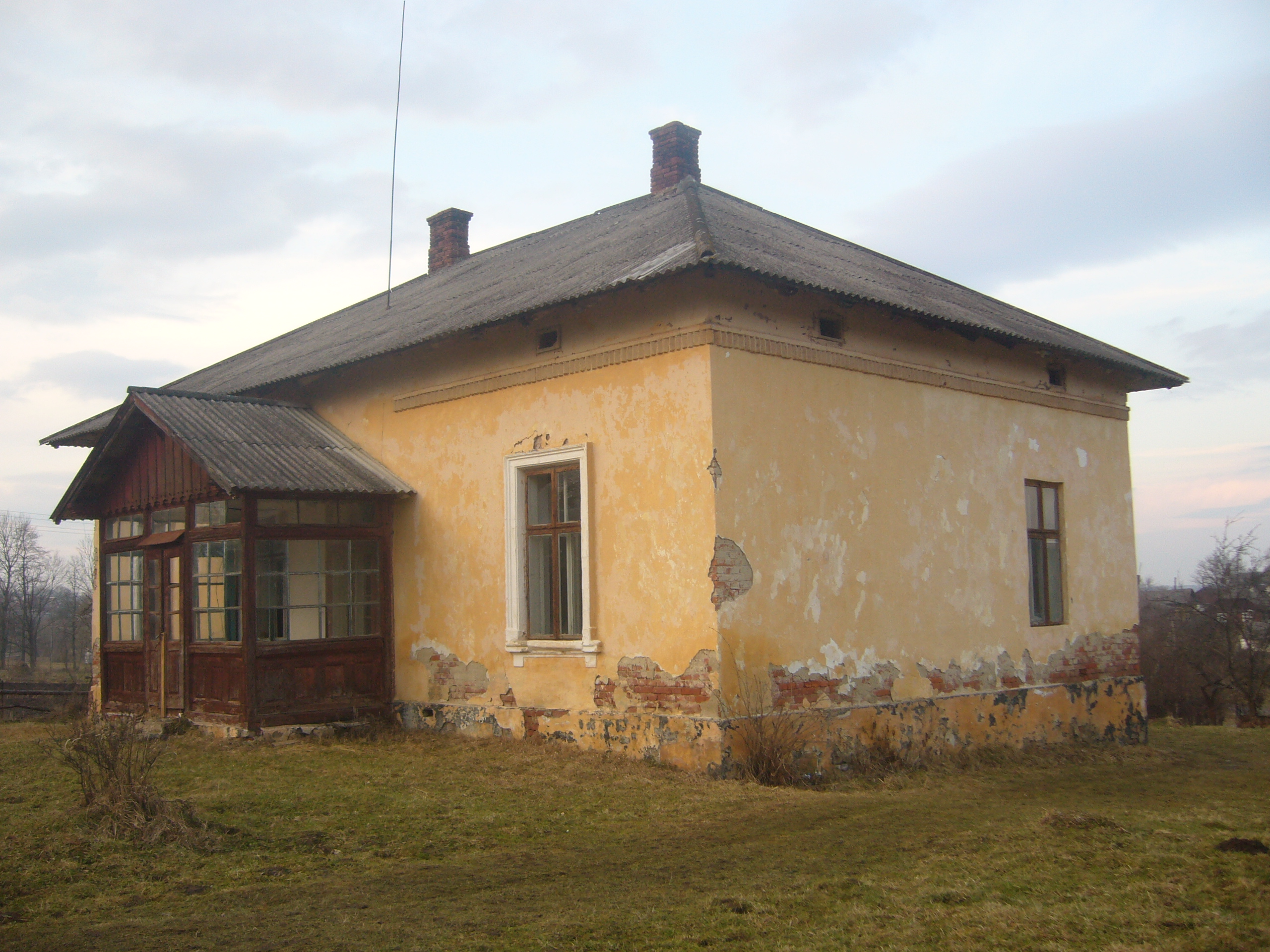
Стара восьмикласна школа

1896 року, за селом, по дорозі до Стрия була заснована нижча рільнича школа. Для побудови будинків школи було споруджено тимчасову цегельню. При випалюванні цегли працювали селяни. На будівництві будинків школи працювали поляки, спроваджені, очевидно, з міста Стрия.
Школа була розрахована на 36 учнів. Тривалість навчання становила 3 роки. Навчальний рік був з 1 липня до 30 червня. Навчання велося на польській мові. До школи приймалась молодь, переважно поляки, діти поміщиків, багачів та службовців з 17 років при закінченні чотирикласної школи. Учні здавали вступні екзамени і повинні були здавати свідоцтво моральності, затверджене священиком і головою громади. Плата за навчання була 100 крон щорічно. В 1912 році директором школи був Генріх Розвадовський, який одночасно викладав рільництво і економію господарювання.

### Від 1918 до 1939 року
До 1920 року вся торгівля була зосереджена в руках корчмаря-єврея Фріг Ліндера, який наживався на торгівлі з селян. Були випадки, що селяни за борги втрачали своє поле.
В 1923 році власними силами громади було побудовано читальню. Повітовий уряд вирішив конфіскувати будівлю в зв'язку з тим, що вона побудована на громадському полю. Селяни змушені були розібрати будинок і перенести його на власні поля. Площу подарував громаді Сидор Яць, який за це дістав право безплатного входу на всі вистави та концерти читальні.
Будували будинок читальні вечорами, вночі. Головою читальні «Просвіта» довгий час був Сачавський Роман, заступником Бутримко Петро Дмитрович, він же був керівником драматичного гуртка. Вечори відпочинку, вистави проводились лише з дозволу старости. Бібліотеки в селі не було. Книга була дуже великою рідкістю.
В 1931 році в селі було 119 дворів — 719 чоловік населення, їм належало за переписом 1935 року 311 гектарів землі. На один двір припадало в середньому 2,6 гектара землі, крім цього, за громадою рахувалось 140 га громадського лісу.

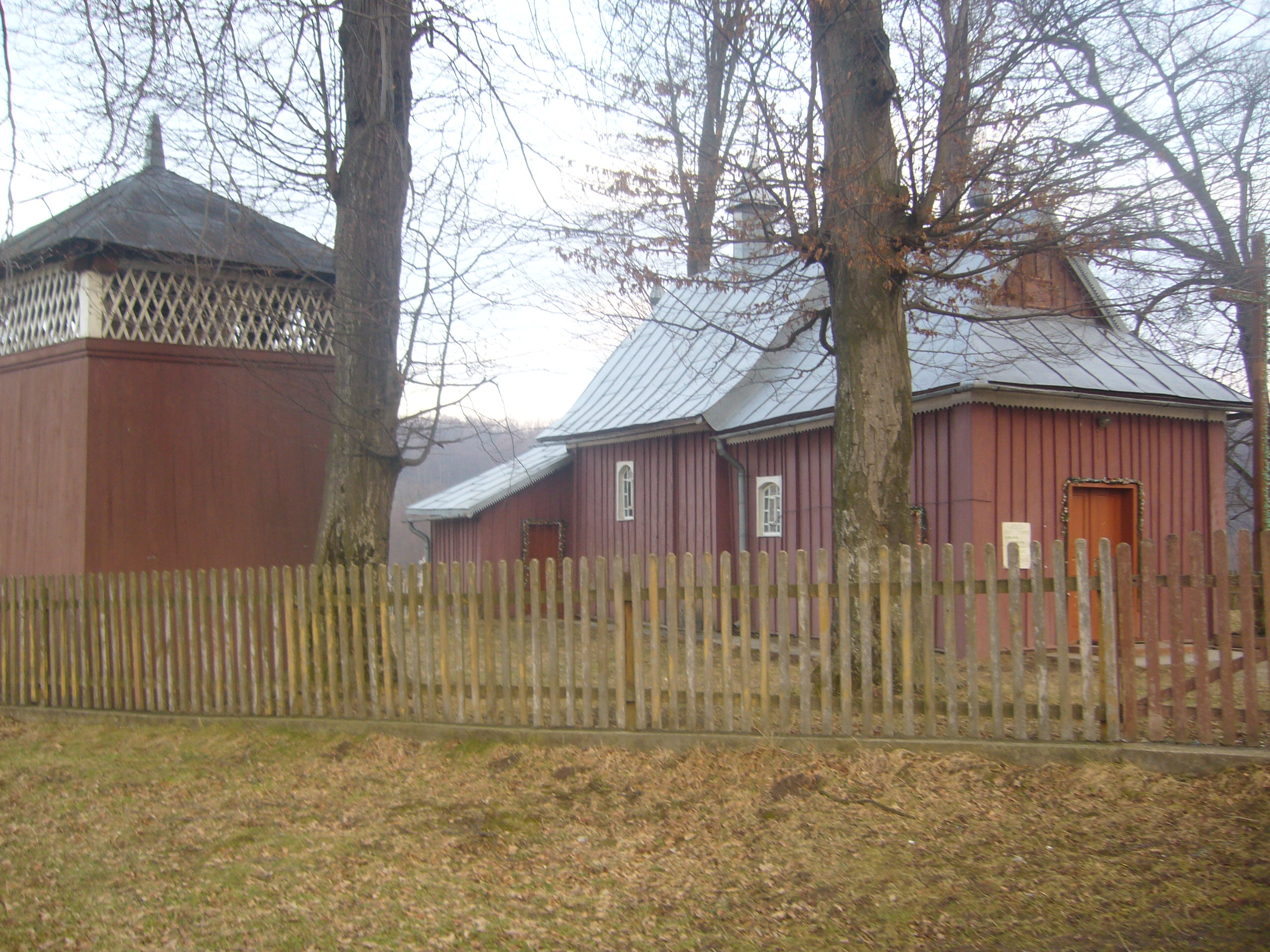
Церква імені Святої Великомучениці Параскевії

Урожай з кожним роком падав. Бідне селянство жило в злиднях. Селянин не міг купити пачки тютюну. Для продажі її ділили на 4 частини. Сірники купували на штуки. Ділили кожний сірник надвоє.
Розорені селяни виїжджали на заробітки за кордон. Із села Бережниці виїхали Сачавський Яць, Сачавський Петро, Лагодюк Дмитро, Жужевич Микола.
Правителі панської Польщі не проявляли ніякого піклування про охорону здоров'я селян. Село було без лікаря. Прояви національного і культурного життя придушувались.

### В період Радянської окупації
В 1951 році колгосп об'єднував уже 150 господарств. 1950 року головою колгоспу було обрано Пристая Антона Федоровича. В грудні цього року колгосп був об'єднаний з колгоспом ім. Першого травня, приєднані села Лотатники і Ярушичі. Головою колгоспу було обрано тоді Бойко Іллю Антоновича, вихідця із с. Дашави.
В 1951 році було введено в дію пилораму та електрифіковано колгосп. Зростає кількість худоби. Обробіток поля здійснюють машини Стрілківської МТС.
У зв'язку з тим, що колгосп був дуже великий, об'єднував одинадцять сіл, це позначилося негативно на розвитку господарства, його економіці. В 1962 році його було роз'єднано до попередніх меж. Тепер колгосп називається «ХХІІ з'їзд КПРС». Центром колгоспу було село Стрілків, село Бережниця було третьою бригадою колгоспу. Головою колгоспу працював Дрозд Євстахій Семенович.

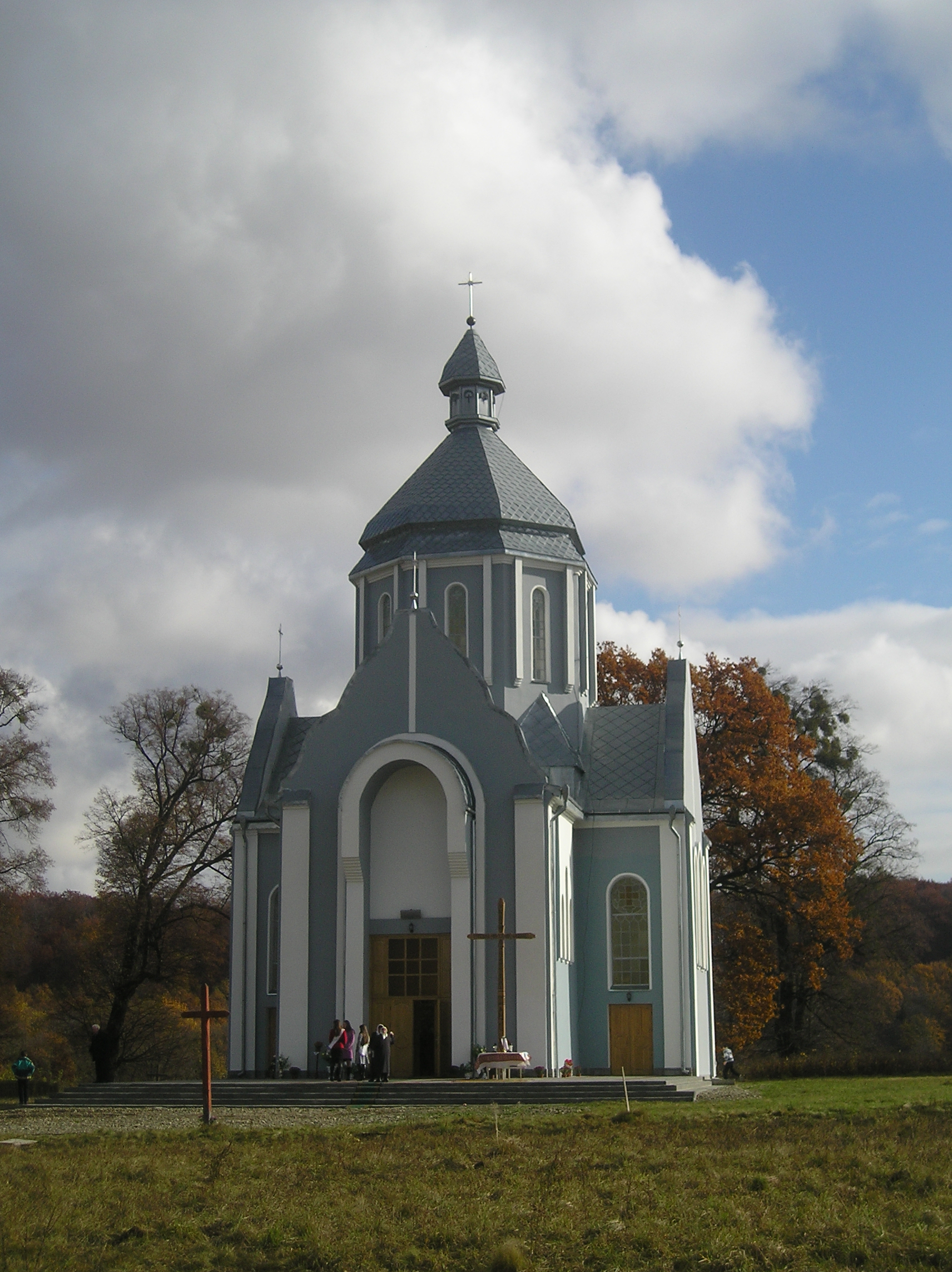
Храм Царя Христа

Основна продукція колгоспу: льон, картопля, пшениця, люпін, молоко, м'ясо. На бригаді знаходилася молочна ферма, на якій було 98 корів, працювало 10 доярок.
На 100 га ріллі в колгоспі припадало 35,5 шт. поголів'я великої рогатої худоби.
У 1956 році на базі цього зооветеринарного технікуму було засновано психоневрологічну лікарню, яка була розрахована на 200 ліжок, мала 10 лікарів, середнього медичного персоналу 45 чоловік. Ця лікарня проіснувала до 2002 року. Сьогодні це приміщення є викуплене приватними особами і на його базі планується створити санаторій лікувально-профілактичного типу.
В 1963 році проведено в тваринницькі приміщення водопровід. Подача води здійснюється механічно. Побудовано водонапірну башту. В цьому ж році колгосп і село підключені до державної електромережі.
На перше січня 1963 року в селі нараховується 153 житлові будинки, з них 67 побудованих за період з 1950–1963 рік.
У 1963 році село було електрифіковане, а в 80-х роках і газифіковане.
З 14 липня 1964 року село Бережниця отримало автобусне сполучення з містом Стрий. Цього дня через село почав курсувати автобус Стрий — Угільня.

### В період незалежності України
Старенька, нині не діюча, дерев'яна церква села імені Святої Великомучениці Параскевії нараховує близько 500 років. Була побудована як каплиця, що належала поміщикові. Із збільшенням кількості населення села вона була передана громаді. Перші письмові згадки про церкву за податковим реєстром належать до 1507 і 1589 років. За податковим реєстром 1628 року церква знаходилась посеред села. В акті візитації за 1832 рік церкву визнано старою і без іконостасу. У 1848-1850 рр. на її місці споруджено третю з відомих дерев'яних тризрубних безверху. В 1925 році церкву Великомучениці Параскеви відновлено. В період 1960-1989 рр. стояла закрита. Архітектурною пам'яткою не вважається.
В селі збудована нова велика загальноосвітня школа І-ІІ ступенів. Сьогодні в ній навчається 77 учнів, працює 16 вчителів.
На базі школи функціонує дитячий садочок, філіал Дашавської музичної школи ім.Ф.Колесси.
Приміщення колишньої ферми є викуплене приватними підприємцями, які на її базі відкрили птахоферму.
На території села функціонують 2 крамниці.
Населення села Бережниці на сьогоднішній день становить 642 особи, 167 дворів.
Також за роки незалежності, під керівництвом Миколи Федоровича Гуменчука та за підтримки Богдана Івановича Василевського, громадою села збудовано новий греко-католицький храм Царя Христа.

## Політика

### Парламентські вибори, 2019
На позачергових парламентських виборах 2019 року у селі функціонувала окрема виборча дільниця № 461499, розташована у приміщенні будинку культури.
Результати
- зареєстровано 462 виборці, явка 69,48%, найбільше голосів віддано за «Голос» — 26,79%, за «Слугу народу» — 22,74%, за Всеукраїнське об'єднання «Батьківщина» — 11,53%.[2] В одномандатному окрузі найбільше голосів отримав Олег Канівець (Громадянська позиція) — 19,94%, за Євгенія Гірника (самовисування) — 19,00%, за Андрія Кота (самовисування) — 17,45%[3].

## Люди
- Яремків Михайло Миколайович (1957, с. Бережниця) — український художник, педагог. Член Національної Спілки художників України, учасник понад 30-ти всеукраїнських та міжнародних виставок.

Працює в жанрах пейзажу, натюрморту і жанрової композиції. Митцем створено серії картин, присвячених Самбору, рідному краю.
Важливі у творчому зростанні митця роботи: «Троянди», «Гармонія», «Недосяжне марево», «Втіха», «Хвилі трав», «З׳ява», «Краса кохання», «Сріблясті птахи», «Солодкі плоди».
Найбільше Михайло Яремків любить малювати квіти, створює яскраві гармонійні емоційно насичені образи. Майстер працює у техніці олійного живопису, застосовуючи прийом імпасто, творячи аля-пріма, на одному подиху.
Роботи Михайла Яремківа зберігаються у приватних колекціях України, Австрії, Німеччини, Польщі, США та інших країн.
- Северин Коржелинський[pl] (пол. Seweryn Korzeliński; 1804/05, с. Бережниця — 1876, с. Бережниця) — польський письменник.